# Messier 36
Messier 36 (M36 o NGC 1960) és un cúmul obert en la constel·lació d Auriga. Va ser descobert per Giovanni Battista Hodierna abans de 1654.
El M36 és un cúmul relativament jove (25 millions d'anys aproximadament). Està a una distància d'uns 4.100 anys llum de la Terra i abasta uns 14 anys llum d'amplitud. Hi ha almenys seixanta membres en el cúmul, els més brillants de tipus espectral B2 i de magnitud +9. El cúmul és molt similar al cúmul (M45) de Plèiades, i si estigués a la mateixa distància de la Terra serien de magnitud similar.
Les seves estrelles, molt joves, compten amb una variable (V431 Aur): habitualment presenta magnitud 9.25 en banda V però, sense una clara periodicitat, ascendeix fins a la magnitud 9.05 en explosions que solen durar uns cinc dies. Va ser descoberta per la sonda espacial HIPPARCOS en 1993 assignant-se-li un període de 16.86 dies. Durant l'any 2007 estudis fotomètrics realitzats des de l'Observatori Astronòmic de Càceres i des de Segòvia, a Espanya, han mostrat tres explosions distintes ocorregudes en un interval de només tres mesos, sense cap periodicitat, dibuixant una corba de llum completament diferent de la de la sonda HIPPARCOS.
En 1996 es va descobrir en la part central del cúmul una jove i feble estrella calenta, identificada amb l'objecte IRES 05327+3404, que emet un flux bipolar de gas calent: en les millors imatges disponibles apareix amb aspecte "cometari" a causa del doll vermellós de gas emès.